# Diamantomyidae
Diamantomyidae — родина вимерлих гістрикогнатових гризунів з Африки та Азії.